# Solanderia gracilis
Solanderia gracilis is een hydroïdpoliep uit de familie Solanderiidae. De poliep komt uit het geslacht Solanderia. Solanderia gracilis werd in 1846 voor het eerst wetenschappelijk beschreven door Duchassaing & Michelin. 